# Das Geheimnis von Mu
Das Geheimnis von Mu (Originaltitel: Moby Dick et le secret de Mu) ist eine französische Zeichentrickserie, die zwischen 2004 und 2005 produziert wurde.

## Handlung
Das Baby Romy erlebt den Untergang der uralten Zivilisation von Mu und ist damit der einzige Überlebende. Elf Jahre später will er das Geheimnis lüften. Hierfür muss er allerdings 24 heilige Steine finden, die überall in der Welt von den Weisen von Mu verteilt wurden. Bei seiner Suche sind ihm die gleichaltrige Satya, welche über telepathische Kräfte verfügt, ihr vorlauter Vogel Zu sowie der weise Dorfälteste Kamal behilflich. Aber auch Kapitän Ahab will hinter das Geheimnis von Mu kommen, da er sich einen unermesslichen Reichtum erhofft. So beginnt ein Wettlauf um die heiligen Steine. Dabei greift der letzte Hüter von Mu, der Wal Moby Dick, immer wieder ein.

## Produktion und Veröffentlichung
Die Serie wurde zwischen 2004 und 2005 in Frankreich produziert. Dabei sind 34 Folgen entstanden.
Erstmals wurde die Serie am 16. April 2005 auf dem französischen Fernsehsender TF1 ausgestrahlt. Die deutsche Erstausstrahlung fand am 11. Februar 2006 auf Nick Deutschland statt.

## Episodenliste
| Folgen-Nr. | deutscher Titel                | englischer Titel              | deutsche Erstausstrahlung |
| 1          | Das Gedächtnis-Kind            | The Memory Child              | 11. Februar 2006          |
| 2          | Das Lächeln des Kraken         | The Octopus’s Smile           | 18. Februar 2006          |
| 3          | Das Herz aus Eis               | Heart Of Ice                  | 25. Februar 2006          |
| 4          | Das versunkene Torii           | The Sunken Torii              | 4. März 2006              |
| 5          | Die vergessene Stadt           | The Lost City                 | 12. März 2006             |
| 6          | Das Tor aus Rauch              | The Smoky Gateway             | 19. März 2006             |
| 7          | Die Säulen der Weisheit        | The Pillars Of Wisdom         | 26. März 2006             |
| 8          | Die Insel im Nebel             | The Island In The Fog         | 2. April 2006             |
| 9          | Der Schüler aus Mu             | The Tortoise                  | 9. April 2006             |
| 10         | Medusa                         | Medusa                        | 16. April 2006            |
| 11         | Der Zorn des Leguans           | The Fury of the Iguana        | 17. April 2006            |
| 12         | Meister des Winds              | The Master Of The Winds       | 23. April 2006            |
| 13         | Die gefiederte Schlange        | The Plumed Serpent            | 1. Mai 2006               |
| 14         | Das Kind der Erinnerung        | The Memory Child              | 1. Mai 2006               |
| 15         | Die Oktopusfrau                | The Octopus’s Smile           | 2. Mai 2006               |
| 16         | Der Bär aus Eis                | Heart Of Ice                  | 3. Mai 2006               |
| 17         | Das magische Tor               | The Sunken Torii              | 4. Mai 2006               |
| 18         | Der ägyptische Tempel          | The Egyptian Temple           | 7. Mai 2006               |
| 19         | Die versunkene Stadt           | The Lost City                 | 8. Mai 2006               |
| 20         | Die Pforte aus Rauch           | The Smoky Gateway             | 9. Mai 2006               |
| 21         | Der Tempel der Weisheit        | The Pillars Of Wisdom         | 10. Mai 2006              |
| 22         | Die Insel der Nebel            | The Island In The Fog         | 11. Mai 2006              |
| 23         | Der Turm der tausend Schrecken | The Tower Of A Thousand Fears | 14. Mai 2006              |
| 24         | Der fantastische Garten        | The Fantastic Garden          | 21. Mai 2006              |
| 25         | Der Korallentraum              | The Dream Of Coral            | 28. Mai 2006              |
| 26         | Der Geist des Meisters         | The Spirit Of The Master      | 30. Mai 2006              |
| 27         | Ahura Gazas Umhang             | The Cape Of Ahura Gaza        | 31. Mai 2006              |
| 28         | Brüder und Feinde              | Brothers And Enemies          | 1. Juni 2006              |
| 29         | Die Schlucht der Verwirrung    | The Chasm Of Confusion        | 5. Juni 2006              |
| 30         | Kamals Lektion                 | The Lesson                    | 6. Juni 2006              |
| 31         | Der Perlenkerker               | The Pearly Prison             | 7. Juni 2006              |
| 32         | Der Fels der Illusionen        | The Rock Of Illusions         | 8. Juni 2006              |
| 33         | Neue Gefahren                  | New Perils                    | 12. Juni 2006             |
| 34         | Das große Vermächtnis          | The Great Heritage            | 13. Juni 2006             |